# Sarando Ganda
Sarando Ganda ist ein Dorf in der Landgemeinde Bitinkodji in Niger.

## Geographie
Das Dorf liegt am rechten Ufer des Flusses Niger. Es befindet sich rund zwei Kilometer westlich des Hauptorts Saga Fondo der Landgemeinde Bitinkodji, die zum Departement Kollo in der Region Tillabéri gehört. Die Nachbardörfer Sarando Ganda („unteres Sarando“) und Sarando Béné („oberes Sarando“) werden gemeinsam als Bosseye Sarando bezeichnet und hatten früher einen gemeinsamen Ortsvorsteher.
Sarando Ganda ist Teil der Übergangszone zwischen Sahel und Sudan. Die durchschnittliche jährliche Niederschlagshöhe beträgt hier zwischen 400 und 500 mm.

## Geschichte
Sarando Ganda war schwer von der Flutkatastrophe von 2012 betroffen. Viele der Lehmziegelhäuser stürzten ein und 70 Prozent der Dorfbevölkerung wurden obdachlos. Der staatliche Stromversorger NIGELEC elektrifizierte das Dorf im Jahr 2013.

## Bevölkerung
Bei der Volkszählung 2012 hatte Sarando Ganda 839 Einwohner, die in 91 Haushalten lebten. Bei der Volkszählung 2001 betrug die Einwohnerzahl 1084 in 163 Haushalten und bei der Volkszählung 1988 belief sich die Einwohnerzahl auf 1287 in 138 Haushalten.

## Wirtschaft und Infrastruktur
Gemüse, Zuckerrohr und Meerrettichbäume werden zu Handelszwecken kultiviert. Das Gebiet zwischen Sarando Ganda und Sarando Béné ist neben Karey Gorou und Toulouaré eines der bedeutendsten Anbaugebiete für Meerrettichbäume im Westen Nigers. Deren Blätter dienen meistens gekocht, manchmal roh als Nahrungsmittel, das reich an Kalzium, Eisen, Vitaminen und Proteinen ist. Obst wird vor allem für den Eigenbedarf angebaut. Immigranten aus Mali praktizieren Fischerei. Es gibt eine Schule im Dorf.